# Zmizení Etana Patze

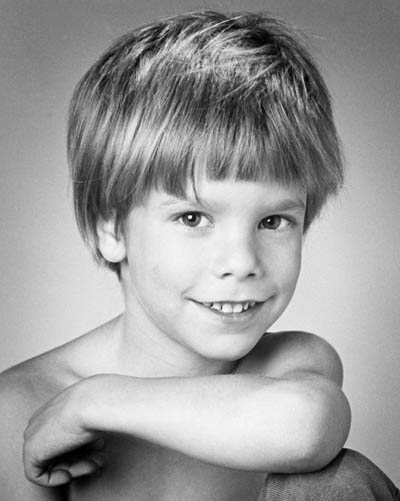
Etan Patz v roce 1978

Etan Kalil Patz (9. října 1972 – zmizel 25. května 1979 New York) byl americký chlapec, kterému bylo šest let, když zmizel na cestě na zastávku školního autobusu ve čtvrti SoHo, v sousedství Dolního Manhattanu. Jeho zmizení pomohlo započít Hnutí pohřešovaných dětí, které zahrnovalo novou legislativu a nové metody pro pátrání po pohřešovaných dětech. Několik let poté, co Patz zmizel, se stal jedním z prvních dětí, jejichž fotografie se objevila na krabicích od mléka. V roce 1983 určil prezident Ronald Reagan 25. květen, den výročí Etanova zmizení, jako Mezinárodní den pohřešovaných dětí ve Spojených státech.
O desítky let později bylo zjištěno, že byl Patz unesen a zavražděn ve stejný den, kdy zmizel. Případ byl znovu otevřen v roce 2010 úřadem manhattanského okresního prokurátora. V roce 2012 FBI kopala v suterénu údajného místa činu poblíž domu Patzových, ale neobjevila žádné nové důkazy. Pedro Hernandez, podezřelý, který se k činu přiznal, byl později téhož roku obviněn z vraždy druhého stupně a únosu prvního stupně. V roce 2014 proběhlo několik slyšení za účelem zjištění, zda Hernandezova prohlášení předtím, než mu byla sdělena jeho práva, budou u soudu právně přípustná. Soud s Hernandezem začal v lednu 2015 a skončil v květnu téhož roku, kdy se porota na verdiktu neshodla. Obnovení procesu začalo 19. října 2016 a bylo ukončeno 14. února 2017, kdy po devíti dnech jednání porota uznala Hernandeze vinným z vraždy a únosu. Hernandez byl 18. dubna 2017 odsouzen k doživotnímu vězení s možností podmínečného propuštění po 25 letech.

## Zmizení
Ráno 25. května 1979 opustil Etan byt v SoHo na 113 Prince Street, kde bydlel s rodiči. Poprvé směl jít sám pěšky dva bloky (po West Broadway a Prince Street) ke školnímu autobusu. Na sobě měl černou kšiltovku s nápisem Future Flight Captain, modrou manšestrovou bundu, modré džíny a modré tenisky s odrazkami. Do autobusu ale nikdy nenastoupil.
Etanův učitel si ve škole všiml jeho nepřítomnosti, ale řediteli to nenahlásil. Když se Etan po škole nevrátil domů, jeho matka Julie zavolala policii. Zpočátku detektivové považovali Etanovy rodiče za možné podezřelé, rychle však zjistili, že se na jeho zmizení nijak nepodíleli. Ten večer začalo intenzivní pátrání, za účasti téměř stovky policistů a policejních psů. Pátrání pokračovalo několik týdnů. Sousedé a policie prohledali město a rozmístili plakáty s Etanovým portrétem, ale vypátrali jen málo stop, které by vedly k vyřešení případu.
Etanův otec Stanley byl profesionálním fotografem a měl sbírku fotografií svého syna. Jím poskytnuté fotografie Etana byly vytištěny na nespočet plakátů a krabic od mléka. Byly také promítány na obrazovkách na Times Square.

## Obvinění proti Josemu Ramosovi
Asistent generálního prokurátora Spojených států, Stuart R. GraBois, převzal případ v roce 1985 a jako hlavního podezřelého označil Joseho Antonia Ramose, usvědčeného za sexuálního zneužívání dětí. Ramos byl navíc přítelem Etanových bývalých chův. V roce 1982 ho obvinilo několik chlapců z toho, že se je pokoušel nalákat do odpadního potrubí v oblasti, kde Ramos žil. Když policie toto místo prohledala, našla fotografie Ramose a malých chlapců, kteří se podobali Etanovi. GraBois také zjistil, že Ramos byl dokonce v souvislosti s obtěžováním děti ve vazbě v Pensylvánii. V roce 1990 byl GraBois zvolen jako zástupce generálního prokurátora v Pensylvánii, aby pomohl stíhat Ramose za pohlavní zneužívání dětí a získal další informace v Etanově případu. Když byl Ramos GraBoisem poprvé vyslýchán, uvedl, že v den, kdy Etan zmizel, vzal neznámého malého chlapce do svého bytu, kde ho znásilnil. Ramos řekl, že si je na 90 procent jistý, že to byl chlapec, kterého později viděl v televizi. Ramos však Etanovo jméno nikdy nezmínil. Tvrdil také, že poté chlapce posadil do metra, které jelo do města.
V roce 1991, když byl Ramos vzat do vazby, se jistý zdroj z věznice svěřil GraBoisovi a agentce FBI Mary Galliganové, že mu Ramos řekl, že ví, co se Etanovi stalo. Ramos dokonce nakreslil mapu trasy školního autobusu, kterým Etan jezdil, což naznačovalo, že věděl, že zastávka, na které měl Etan do autobusu nastupovat, je třetí na trase. Ve speciálním článku o pohřešovaných dětech v New York Post z 21. října 1999 bylo uvedeno, že Ramos je hlavním podezřelým z Etanova zmizení. Rodina Patzových Ramose znala a byl po celou dobu hlavním podezřelým, ale na začátku 80. let nebyly úřady schopny Ramose soudně stíhat. 
Etanovo tělo nebylo nikdy nalezeno a 19. června 2001 byl prohlášen za mrtvého. Stan a Julie Patzovi vyhráli v roce 2004 občanskoprávní spor proti Ramosovi. Byla jim přiznána symbolická částka 2 miliony dolarů, kterou si ale nikdy nevybrali. Ramos nebyl za vraždu Etana nikdy trestně stíhán. Každý rok, v den Etanových narozenin a výročí jeho zmizení, poslal Stan Patz Ramosovi kopii plakátu, na kterém byl jeho pohřešovaný syn. Na zadní stranu vždy napsal stejnou zprávu: „Co jsi udělal mému malému chlapci?“
Ramos popřel, že by zabil Etana. Ramos si odpykal 20 let vězení ve Státním nápravném zařízení v Dallasu v Pensylvánii za obtěžování dětí. Z vězení byl propuštěn 7. listopadu 2012. Brzy po propuštění byl zatčen za porušení zákona Megan.
Stan a Julie Patzovi požádali o zrušení rozsudku nad Ramosem z roku 2004 poté, co je soud s Pedrem Hernandezem v roce 2015 přesvědčil, že Ramos není zodpovědný za smrt jejich syna.

## Znovuotevření případu
Okresní prokurátor Manhattanu Cyrus Vance, Jr. oficiálně znovu otevřel případ 25. května 2010. 19. dubna 2012 začali vyšetřovatelé Federálního úřadu pro vyšetřování (FBI) a New York City Police Department (NYPD) s kopáním v suterénu v SoHo na 127-B Prince Street, poblíž domu Patzových. Tato rezidence byla krátce po Etanově zmizení v roce 1979 nově zrekonstruována a v suterénu se nacházela dílna a sklad údržbáře. Po čtyřdenním pátrání vyšetřovatelé oznámili, že nenašli nic, co by se zdálo jako průkazné.
24. května 2012 oznámil newyorský policejní komisař, Raymond Kelly, že je ve vazbě muž, který je zapleten do Etanova zmizení. Úředník činný v trestním řízení identifikoval muže jako 51letého Pedra Hernandeze z Maple Shade v New Jersey a uvedl, že Hernandez se přiznal k uškrcení dítěte. Hernandez ve svém písemném přiznání policii uvedl, že je mu líto, že s chlapcem zatřásl. Podle knihy z roku 2009, After Etan, která tento případ popisuje, měl Etan dostat od rodičů dolar a říct jim, že si k obědu koupí sodovku. V době Etanova zmizení bylo Hernandezovi 18 let a pracoval v sousedství v samoobslužné vinárně. Hernandez řekl, že později hodil Etanovy ostatky do odpadu. Hernandez byl obviněn z vraždy druhého stupně. Podle zprávy New York Times z 25. května 2012 neměla policie v té době žádné fyzické důkazy, které by potvrzovaly jeho přiznání.

### Potvrzující důkazy
V roce 2012 se policii ozval Jose Lopez, muž z New Jersey, a sdělil jí, že se domnívá, že za Etanovo zmizení je zodpovědný Hernandez, Lopezův švagr. Prohlášení Hernandezovy sestry Niny Hernandezové a vedoucího církve Charismatic Christianity v St. Anthony of Padua, spadající pod římskokatolickou církev v Camdenu, New Jersey, Tomase Rivery naznačovala, že se Hernandez přiznal spolufarníkům počátkem 80. let k zavraždění Etana. Podle Hernandezovy sestry to bylo „otevřené rodinné tajemství, že se v církvi přiznal“.
Porota v New Yorku obvinila Hernandeze 14. listopadu 2012 z obvinění z vraždy druhého stupně a únosu prvního stupně. Jeho právník uvedl, že Hernandezovi byla diagnostikována schizotypální porucha osobnosti, která zahrnuje i halucinace. Právník také řekl, že Hernandez má nízký inteligenční kvocient (IQ), a to kolem 70, což je dle jeho slov „na hranici mentálního postižení“.

### Soudy a odsouzení
Dne 12. prosince 2012 Hernandez u soudu v New Yorku prohlásil, že je nevinný. V dubnu 2013 podal Harvey Fishbein, Hernandezův právník v oblasti právní pomoci, návrh na zamítnutí případu s tím, že Hernandezovo „přiznání v jednom z nejznámějších zmizení dětí v zemi bylo nepravdivé, poseté pochybnými tvrzeními a učiněné po téměř sedmi hodinách policejního výslechu." Další měsíc soudce nejvyššího soudu v New Yorku, Maxwell Wiley, rozhodl, že důkazy jsou „právně dostatečné k obvinění“ a že se případ může pohnout kupředu. Nařídil také slyšení, aby se zjistilo, zda lze výpovědi obžalovaného použít u soudu. Soud započal 5. ledna 2015.
Soud byl ukončen v květnu 2015 kvůli porotě, která se neshodla na Hernandézově vině (11 bylo pro, proti 1). Obnovení procesu začalo 19. října 2016 u soudu v New Yorku, porota poté jednala o případu v únoru 2017. 14. února 2017 byl Hernandez shledán vinným z únosu a vraždy. Vynesení rozsudku bylo naplánováno na 28. února, Hernandezovi hrozilo 25 let až doživotí. Hernandezovi právníci však dostali odklad, aby mohli verdikt napadnout, a nebylo stanoveno žádné nové datum odsouzení.
18. dubna 2017 byl Hernandez odsouzen k doživotnímu vězení s možností podmínečného propuštění po 25 letech.

## Důsledky
Ve Spojených státech byl v roce 1983 prohlášen den 25. květen jako Mezinárodní den pohřešovaných dětí. V roce 2001 se tak stalo i po celém světě. Mezinárodní centrum pro pohřešované a zneužívané děti (ICMEC) koordinuje kampaň Help Bring Them Home ve 22 zemích v souvislosti s Mezinárodním dnem pohřešovaných dětí.
Velká pozornost médií, kterou přitáhl případ Patzova zmizení, se zasloužila o zvýšení povědomí veřejnosti o problému únosů dětí. Výsledkem bylo méně rodičů, kteří byli ochotni dovolit svým dětem chodit do školy pěšky bez dozoru, rozšíření fotografií pohřešovaných dětí (například na krabice od mléka) a prosazení konceptu stranger danger, což je myšlenka, že všechny dospělé osoby, které dítě nezná, musí být považovány za potenciální zdroje nebezpečí.